# Afinitet (sociologija)
Afinitet u sociologiji označava "srodstvo duha", interesa i drugih elemenata u međuljudskim odnosima. Afinitet se očituje kroz visoku razinu intimnosti, obično u manjim grupama, odnosno grupama afiniteta. Izraz se ponekad koristi i da bi se opisale bračne veze.
Izraz se također koristi i u genetici.

## Vanjske poveznice
- Who is my neighbor? Social affinity in a modern world  Arhivirana inačica izvorne stranice od 30. lipnja 2012. (Wayback Machine) (1997)  James Allan Vela-McConnell ISBN 0-591-45078-X
- Using Group Composition Data to Measure Social Affinity: A New Method John Pepper, Santa Fe Institute
- The Affinity Project